# Неподношљива лакоћа постојања
Неподношљива лакоћа постојања је дело Милана Кундере. То је ауторов пети роман, који се први пут појавио у јавности 1984. године. Ликови су Томаш, успешни хирург, његова жена Тереза, фотограф, мучена мужевљевим неверствима, Сабина, слободни уметник и Томашева љубавница, Франц, професор на Швајцарском универзитету и Сабинин љубавник, Симон, Томашев син из претходног брака. Роман је завршен 1982. године, али је Кундера одобрио његово издавање тек 1984, а у Чешкој 1985. године где га је издала канадска издавачка кућа „68 Паблишерс“. Друго чешко издање је Кундера одобрио тек 2006. године.

## Радња и структура дела
Књига се састоји из седам делова:
- Први део: Лакоћа и тежина
- Други део: Душа и тело
- Трећи део: Несхваћене речи
- Четврти део: Душа и тело
- Пети део: Лакоћа и тежина
- Шести део: Велики марш
- Седми део: Ќарењинов осмех

Милан Кундера приказује Праг 1968. године, животе интелектуалаца и уметника у чешком друштву током комунистичке ере. Две главне теме овог дела су тежина и лакоћа. Томаш и Сабина су у сталној потрази за тренутним задовољствима, невезани ни за шта, слободни у потпуности. Они су инкарнација лакоће. Насупрот лакоћи, тежина се везује за бића и принципе, она је морална, а њена инкарнација су Тереза и Франц.

## Филозофска основа дела
У самом уводу Кундера се осврће на Ничеово учење о вечном враћању. Према Кундери, живот који једном заувек нестане, који се више не враћа, сличан је сени, он је без тежине, унапред мртав и његов ужас, узвишеност или лепота, не значе пред богом ништа. Кундера даље преиспитује, ако се свака секунда нашег живота буде безброј пута понављала, бићемо приковани за вечност као Исус за крст. Таква помисао је ужасна. У свету вечног враћања сваки гест је оптерећен тежином неподношљиве одговорности. Због тога Ниче мисао о вечном враћању назива најтежим теретом (das schwerste Gewicht). Најтежи терет нас ломи, посрћемо под њим. Потискује нас према земљи. Апсолутна одсутност терета чини да човек постане лакши од зрака, уздиже се у висине, удаљава се од земље и овоземаљског постојања. Супротност тежина-лакоћа је најтајанственија и најмногозначајније од свих супротности.

## Ликови
Томаш:  Чешки хирург и интелектуалац. Томаш је женскарош који живи за свој рад. Он сматра да су секс и љубав одвојени ентитети: има сексуалне односе са више жена, али воли само своју, Терезу. Он не види никакву супротност између ове две позиције. Он објашњава швалерисање као императив да се истраже женске специфичности само изражене током секса. Испрва је видео своју жену као терет о коме је дужан да води рачуна. После руске инвазије, они побегну у Цириху, где је поново не швалери. Након руске инвазије, поново почиње са варањем. На крају напушта своје опсесије. Његов епитаф гласи: „Желео је царство божје на Земљи”
Франц: Сабинин љубавник, професор и идеалиста. Франц се заљубљује у Сабину, коју сматра либералом и романтично трагичним чешким дисидентом. Он је љубазан и саосећајан човек. Као један од сањалица овог дела, он заснива своје поступке на лојалности сећања на његову мајку и Сабину. Његов живот се врти у потпуности око књига и академске заједнице, на крају до те мере да тражи лакоћу и екстазу учешћем у маршевима и протестима, од којих је последњи марш на Тајланду на граници са Камбоџом. У Бангкоку после марша, бива смртно рањен током пљачке.
Сабина: Томашева пријатељица и љубавница. Цео Сабинин живот је манифестација лакоће. Сабина ужива у слободи и  чиновима издаје. Она објављује рат кичу и не прихвата никаква ограничења њене пуританске породице и комунистичке партије. Њене слике представљају борбу са којом се суочава.
Тереза: Нежна Томашева жена. Интелектуалка и фотограф. Упада у опасност бавећи се новинском фотографијом у окупираном Прагу. Она не осуђује Томаша због његових неверстава. Уместо тога, себе осуђује као слабију особу. Кроз дело, њу обузима страх да је још једна жена у Томашевом низу. Када се њих двоје одселе на село. Она се посвећује гајењу стоке и читању.
Карењин: Томашев и Терезин пас.

## Цитати
Жене наоружане кишобранима биле су младе и старе, али најратоборније међу њима биле су управо младе. Тереза се сетила дана инвазије. Девојке у мини сукњама носиле су заставе на дугачким копљима. Био је то сексуални атентат на руске војнике које годинама држе под режимом апсолутног полног одрицања.
Сад је ходао по Прагу с прибором за прање и са изненађењем закључивао да се осећа десет година млађи. Продавачице у великим трговинама су га ословљавале са „господине докторе” и тражиле од њега савете у вези са прехладама, боловима у леђима и неправилним менструацијама. Посматрале су га готово постиђено како полива стакло водом, ставља четком на дршку и пере излог.
Понекад се чини као да у мозгу постоји посебно подручје које бисмо могли назвати поетичка меморија и која регистрира оно што нас је очарало, дирнуло, оно што је учинило наш живот лепшим. Од времена кад је упознао Терезу ниједна жена није имала право да остави ни најпролазнији траг у том дело његовог мозга.

## Екранизација
Године 1988. је снимљен истоимени филм са Жилијет Бинош и Данијелом Деј-Луисом у главним улогама у режији Филипа Кауфмана. Иако је филм имао добар пријем код критичара, Кундера је изразио своје незадовољство филмом и забранио даљу екранизацију својих књига.